# Kissufim
Kissufim (hebr.: כיסופים) – kibuc położony w samorządzie regionu Eszkol, w Dystrykcie Południowym, w Izraelu.
Leży w zachodniej części pustyni Negew, przy granicy Strefy Gazy.
Członek Ruchu Kibuców (Ha-Tenu’a ha-Kibbucit).

## Historia
Kibuc został założony w 1951 przez imigrantów ze Stanów Zjednoczonych i Ameryki Południowej.

## Gospodarka
Gospodarka kibucu opiera się na intensywnym rolnictwie, hodowli bydła mlecznego i drobiu. Uprawia się także awokado i cytrusy.